# Stazione di Fabriano
Stazione di Fabriano vasútállomás Olaszországban, Marche régióban, Fabriano településen.

## Vasútvonalak
Az állomást az alábbi vasútvonalak érintik:
- Ancona–Orte -vasútvonal
- Progetto di ferrovia Subappennina
- Civitanova-Fabriano-vasútvonal

## Kapcsolódó állomások
A vasútállomáshoz az alábbi állomások vannak a legközelebb: 
- Stazione di Albacina (Ancona–Orte -vasútvonal, Civitanova-Fabriano-vasútvonal)
- Fabriano old railway station (Ancona–Orte -vasútvonal)
- Stazione di Fabriano Cà Maiano (Urbino-Fabriano-vasútvonal)